# Raita

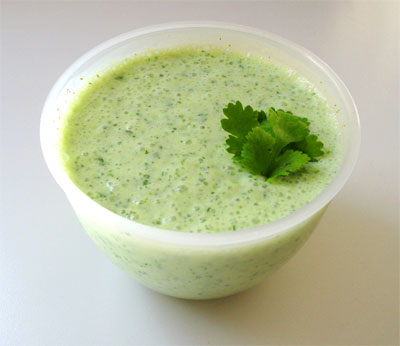
Raita

Raita ou raitha é um molho indiano à base de iogurte.
O iogurte pode ser temperado com coentros, cominhos, hortelã e pimenta-caiena, entre outras ervas e especiarias possíveis. Pode também incluir sementes de alcaravia fritas com mostarda vermelha. No fim da preparação, são misturados vegetais tais como pepino, cebola e, por vezes, também alho e ainda sumo de limão. Antes de ser servida, a raita pode ser temperada com malaguetas e noz-moscada.
Possui um efeito refrescante, o que a torna adequada para ser consumida com pratos indianos picantes. É também frequentemente consumida com kebab. Deve ser servida fria.
Na cozinha do sul da Índia, como por exemplo em Bangalore, é possível encontrar variações de raita com cenoura cortada em cubos pequeninos. É também típica da culinária do Paquistão, onde é possível encontrar variações com batata ou com tomate.
Possui algumas semelhanças com o tzatziki, da culinária da Grécia.